# 司直
司直，中国古代官职。

## 沿革
汉朝司直为丞相属官，汉武帝元狩五年（前118年）开始设置。称之为丞相司直，官秩比二千石，辅佐丞相纠举不法，位在司隶校尉之上。
東漢改屬司徒，負責督錄各州郡所舉上奏。
北魏到唐朝的司直作为廷尉或大理寺的属官，从六品上，主管出使推按。唐代在太子属官中也有司直，正七品上，察纠弹劾东宫的官员，相当于朝廷中侍御史的地位。宋朝以后，废除司直。